# Asier Goiria
Asier Goiria Etxebarria, conocido como Goiria (Amorebieta, 19 de septiembre de 1980) es un exfutbolista y director deportivo español que jugaba como delantero. Actualmente ejerce como manager deportivo del Real Murcia Club de Fútbol.

## Carrera

### Como jugador
Goiria comenzó su carrera en Tercera División, en el equipo de su ciudad, la SD Amorebieta, que terminó cediéndolo a la SD Gernika. En 2002 llegó al Bilbao Athletic, donde pasó dos temporadas.
En 2004 fichó por el Burgos CF, que un año después fichó por el C.D. Recreación de la Rioja en 2ªB. Regresó al Burgos CF para la temporada 2006-07, donde disputó la promoción de ascenso a Segunda División, siendo el máximo goleador de la categoría con 18 tantos.
Tras no lograr el ascenso, la temporada 2007-08 debutó en Segunda con la SD Eibar y consiguió ser el máximo goleador del equipo, con 14 goles. 
En la temporada 2008-09 fichó por el CD Numancia, recién ascendido a Primera División. Esta temporada jugó 32 partidos marcó 5 goles, siendo el 9 titular del conjunto numantino; su equipo descendió a la Segunda División.
Disputa la temporada 2009-2010 nuevamente en el CD Numancia
Tras su estancia en Soria, forma parte del Fútbol Club Cartagena en 2010. En agosto de 2011 se anunció que seguiría vinculado una temporada más al Fútbol Club Cartagena.
El 31 de enero de 2012, ficha por el Girona FC, aunque su contrato es rescindido a final de temporada.
En verano de 2012 fichó por un recién ascendido a Segunda División, el CD Mirandés. Posteriormente, en junio de 2014, recibió la noticia de parte de Carlos Terrazas, entrenador del club castellanoleonés, de que no contaba con sus servicios para la temporada siguiente, rescindiendo su contrato con el CD Mirandés. Regresó entonces a la SD Amorebieta, donde pasó dos temporadas. Su último club fue el CD Getxo, donde se retiró en 2017.

### Como director deportivo
Tras su retirada, pasó a ser director deportivo de la SD Amorebieta,que con el primer equipo de los azules vivió la etapa deportiva más exitosa de su centenaria historia, con dos inolvidables ascensos a Segunda División.
El 4 de junio de 2024, tras siete temporadas como director deportivo del club zornotzarra, no continuaría al frente de la dirección deportiva.
El 11 de junio de 2024, firma como manager deportivo del Real Murcia Club de Fútbol.

## Clubes

### Como jugador
| Club                | País   | Año       | PJ | G  | Asistencias |
| ------------------- | ------ | --------- | -- | -- | ----------- |
| SD Amorebieta       | España | 1998-2001 |    |    |             |
| SD Gernika (cedido) | España | 2001-2002 |    |    |             |
| Bilbao Athletic     | España | 2002-2004 |    |    |             |
| Burgos CF           | España | 2004-2005 |    |    |             |
| Logroñés CF         | España | 2005-2006 |    |    |             |
| Burgos CF           | España | 2006-2007 |    |    |             |
| SD Eibar            | España | 2007-2008 | 36 | 15 | 0           |
| CD Numancia         | España | 2008-2010 | 55 | 11 | 3           |
| FC Cartagena        | España | 2010-2012 | 43 | 1  | 1           |
| Girona FC           | España | 2012      | 13 | 1  | 1           |
| CD Mirandés         | España | 2012-2014 | 64 | 6  | 1           |
| SD Amorebieta       | España | 2014-2016 |    |    |             |
| CD Getxo            | España | 2016-2017 |    |    |             |
| Total carrera       |        |           |    |    |             |

### Como director deportivo
| Club                                            | País   | Año             |
| ----------------------------------------------- | ------ | --------------- |
| S. D. Amorebieta                                | España | 2017-2024       |
| Real Murcia Club de Fútbol (Comisión Deportiva) | España | 2024-actualidad |